# Никольское (Письяковское сельское поселение)
Никольское — село в Кашинском городском округе Тверской области России. 

## География
Село находится в 7 км на юго-запад от города Кашина, на автотрассе Кашин — Тверь.
Через Никольское течёт приток речки Кисть.

## История
В 1786 году в селе была построена каменная Спасская церковь с 3 престолами, в 1798 году построена каменная Никольская церковь с 2 престолами. 
В конце XIX — начале XX века село входило в состав Потуповской волости Кашинского уезда Тверской губернии. 
С 1929 года село являлось центром Никольского сельсовета Кашинского района Бежецкого округа Московской области, с 1935 года — в составе Калининской области, с 1994 года — в составе Письяковского сельского округа, с 2005 года — в составе Письяковского сельского поселения, с 2018 года — в составе Кашинского городского округа.

## Население
| 1859 | 1889 | 2002 | 2010 |
| ---- | ---- | ---- | ---- |
| 266  | ↘254 | ↘133 | ↘109 |

## Достопримечательности
В селе расположены недействующие Церковь Спаса Нерукотворного Образа (1786) и Церковь Николая Чудотворца (1798).